# Tarsius spectrumgurskyae
El tarsero de Gursky (Tarsius spectrumgurskyae) es una especie de primate tarsiforme endémica de la isla de Célebes, Indonesia. Habita al noreste de la isla y sus poblaciones se distinguen por las vocalizaciones y el pelaje.